# Нараунтапу
Нараунтапу, раннее — «Асбестос-Рейндж» (англ. Narawntapu National Park) — национальный парк на севере штата Тасмания, Австралия.

## Описание
Парк находится на побережье, между поселениями Бейкерс-Бич на западе и устьем реки Теймар у городка Гринс-Бич на востоке, с севера омывается водами Бассова пролива. Высшая точка парка — 392 метра над уровнем моря, представлены типы рельефа: пустошь, склерофитовое редколесье, травянистые сообщества, солёное болото. Многочисленные пляжи, ватты и марши. Парк занесён в Реестр национального имущества. Парк имеет прозвище «Тасманийское Серенгети». Через неширокий эстуарий парк граничит с городками Порт-Сорелл, Хоули-Бич и Шируотер.
В год над парком выпадает 750 мм дождя, преимущественно зимой. Средняя температура января — 17°С, июля — 9°С.
Флора: филлоглоссум Драммонда.
Фауна: млекопитающие — гигантский кенгуру, рыже-серый валлаби, тасманийский филандер, короткошёрстный вомбат, тасманийский дьявол, ехидны, утконосы, крапчатая сумчатая куница, пятнистохвостая сумчатая куница; птицы — малый пингвин, белолицая качурка, закрытая ржанка, тасманийский клинохвостый орёл, ласточковый попугай, австралийский пегий кулик-сорока.

## История
Парк был основан 29 июня 1976 года под названием «Асбестос-Рэндж» (рус. Асбестовый [горный] хребет). В мае 1999 года имя было сменено на нынешнее в связи с тем, что слово «асбест» в названии выглядело не слишком привлекательно для туристов. Новое название, Нараунтапу, на языке аборигенов означает мысы Уэст-Хед и Бейджер-Хед, расположенные на территории парка.